# Belanovica
Belanovica (cyr. Белановица) – miasteczko w Serbii, w okręgu kolubarskim, w gminie Ljig. W 2011 roku liczyło 199 mieszkańców.